# Isobutyryl-coenzyme A
L’isobutyryl-coenzyme A, abrégée en isobutyryl-CoA, est le thioester de l'acide isobutyrique avec la coenzyme A. C'est un intermédiaire du métabolisme de la leucine.